# Адам Дирофф
Адам Франц Дирофф (нім. Adam Franz Dyroff; 6 травня 1916, Дібург — 24 березня 1998, Дармштадт) — німецький офіцер, майор вермахту. Кавалер Лицарського хреста Залізного хреста.

## Звання
- Форманн[1] (1 лютого 1936)
- Єфрейтор (1 жовтня 1937)
- Унтерофіцер (1 червня 1938)
- Фельдфебель (1 листопада 1938)
- Лейтенант резерву (1 квітня 1939)
- Лейтенант (31 грудня 1939)
- Оберлейтенант (9 листопада 1941)
- Гауптман (10 березня 1943)
- Майор (20 вересня 1944)

## Нагороди
- Імперський молодіжний спортивний знак (29 вересня 1933)
- Німецька імперська відзнака за фізичну підготовку в бронзі (12 липня 1934)
- Спортивний знак СА в бронзі (17 вересня 1934)
- Медаль «За Атлантичний вал» (20 травня 1940)
- Залізний хрест 2-го класу (20 червня 1940)
- Штурмовий піхотний знак в сріблі (22 жовтня 1940)
- Залізний хрест 1-го класу (28 листопада 1940)
- Бронзова медаль «За військову доблесть» (Італія) (16 жовтня 1941)
- Нагрудний знак «За поранення» в чорному (21 січня 1942)
- Медаль «За італо-німецьку кампанію в Африці» (Італія) (1 березня 1942)
- Німецький хрест в золоті (8 серпня 1942) — як обер-лейтенант 115-го стрілецького полку 15-ї танкової дивізії.
- Нарукавна стрічка «Африка» (1 жовтня 1943)
- Почесна застібка на орденську стрічку для Сухопутних військ (17 липня 1944)
- Лицарський хрест Залізного хреста (11 грудня 1944) — як майор і командир 3-го батальйону 115-го танково-гренадерського полку 15-ї танкової дивізії.